# Gettin' High on Your Own Supply
Gettin’ High on Your Own Supply är ett musikalbum från 1999 av den brittiska musikgruppen Apollo 440.

## Låtlista
1. Are We a Rock Band or What?...
2. Stop the Rock
3. Crazee Horse
4. Cold Rock the Mic
5. Lost in Space (Theme)
6. For Forty Days
7. Heart Go Boom
8. The Machine in the Ghost
9. Blackbeat
10. Stadium Parking Lot
11. Yo! Future
12. High on Your Own Supply
13. The Perfect Crime